# Alma Cansada
Alma Cansada é o álbum de estreia da dupla Jair e Hozana, lançado em 1968 pela gravadora Celeste.
Maior sucesso comercial da dupla, o disco destacou-se no cenário religioso pelas músicas "Alma Cansada" e "Canta Meu Povo", que tornaram-se sucesso na carreira dos músicos.
Com a extinção da gravadora Celestre, o disco foi relançado pela Louvores do Coração, também em CD.
Em 2015, o disco foi considerado o 18º maior álbum da música cristã brasileira em lista compilada por editorias de vários portais do segmento evangélico, incluindo o Super Gospel.

## Faixas
1. "Alma Cansada"
2. "Canta meu Povo"
3. "Uma Mirada"
4. "Mensageiros de Cristo"
5. "Sobre as ondas do Mar"
6. "Há Poder no Sangue de Jesus"
7. "Multiplicação dos Pães"
8. "Eu Tenho um Amigo"
9. "Acorda Amigo"
10. "Avante"
11. "Primeiro Quero Ver Meu Salvador"